# Busto de Miguel Íscar
El busto de Miguel Íscar es una escultura de la ciudad española de Valladolid.

## Descripción
El busto, obra de Aurelio Rodríguez-Vicente Carretero, representa a Miguel Íscar Juárez, quien fuera alcalde de la ciudad de Valladolid entre 1877 y 1880. Se inauguró en 1907. Aparece descrito en el Compendio histórico-descriptivo y guía general de Valladolid (1922) de Casimiro González García-Valladolid con las siguientes palabras:

Busto de don Miguel Iscar. Sobre una pirámide de piedra, truncada y cubierta de yedra, ocupa el centro de una de las plazoletas de los jardines del Campo Grande. En el centro de la columna hay una tarjeta de bronce, como el busto, con esta inscripción: «Valladolid a Miguel Iscar». Es obra del escultor don Aurelio Rodríguez Vicente Carretero. Se colocó el año 1907.
(González García-Valladolid, 1922, p. 99)